# Unité urbaine d'Ars-en-Ré
L'unité urbaine d'Ars-en-Ré est une unité urbaine française centrée sur Ars-en-Ré, commune de l'ouest de l'Île de Ré et chef-lieu de canton de la Charente-Maritime.

## Données générales
En 2010, l'INSEE a procédé à une révision des zonages des unités urbaines de la France; celle d'Ars-en-Ré fait partie des nouvelles unités urbaines de la Charente-Maritime et figure sous le code 17118 selon la nouvelle nomenclature de l'Insee. 
En 2007, avec 4 640 habitants, elle constitue la 14e unité urbaine de Charente-Maritime et elle appartient à la catégorie des unités urbaines de 2 000 à 4 999 habitants.
Elle est la deuxième unité urbaine de l'île de Ré, se situant après celle de La Flotte qui regroupe 5 511 habitants en 2007.
En 2007, l'unité urbaine d'Ars-en-Ré a une densité de population de 111 hab/km2; celle-ci est plus élevée que celle de la Charente-Maritime qui est de 88 hab/km2 mais elle est nettement inférieure à la densité de l'île de Ré qui est de 209 hab/km2.

## Délimitation de l'unité urbaine de 2010
Unité urbaine d'Ars-en-Ré dans la délimitation de 2010 et population municipale de 2007
| Commune urbaine            | Superficie | Population | Densité de population | Statut       |
| -------------------------- | ---------- | ---------- | --------------------- | ------------ |
| Ars-en-Ré                  | 10,95 km2  | 1 315 hab. | 120 hab/km2           | Ville-centre |
| La Couarde-sur-Mer         | 8,80 km2   | 1 241 hab. | 141 hab/km2           | Ville-centre |
| Loix                       | 6,70 km2   | 715 hab.   | 107 hab/km2           | Ville-centre |
| Les Portes-en-Ré           | 8,51 km2   | 645 hab.   | 76 hab/km2            | Banlieue     |
| Saint-Clément-des-Baleines | 6,80 km2   | 724 hab.   | 106 hab/km2           | Ville-centre |
| Unité urbaine              | 41,76 km2  | 4 640 hab. | 111 hab/km2           |              |

## Sources et références
1. ↑  Composition de l'unité urbaine d'Ars-en-Ré en 2010 - Source : Insee